# Élisabeth Borne
Élisabeth Borne (ur. 18 kwietnia 1961 w Paryżu) – francuska polityk, inżynier i urzędniczka państwowa, prezes RATP (2015–2017), minister do spraw transportu przy ministrze ekologii (2017–2019), minister ekologii (2019–2020), minister do spraw pracy (2020–2022), premier Francji (2022–2024), minister stanu oraz minister edukacji narodowej, szkolnictwa wyższego i badań naukowych (od 2024).

## Życiorys

### Rodzina
Élisabeth Borne urodziła się 18 kwietnia 1961 w Paryżu. Jej matka Marguerite Lescène, była Francuzką, pracowała jako farmaceutka. Jej ojciec Joseph Bornstein był polskim Żydem mieszkającym w Belgii, który wraz z rodziną uciekł do Francji na początku II wojny światowej. Działał we francuskim ruchu oporu, w 1944 został deportowany do niemieckiego nazistowskiego obozu koncentracyjnego Auschwitz-Birkenau. Razem z nim wywiezieni zostali jego ojciec, urodzony w Łukowie Zelig Bornstein, starszy brat Leon i młodszy brat Albert, którzy zostali zamordowani po przybyciu do obozu. Joseph Bornstein przeżył marsz śmierci. Powrócił do Francji, a w 1950 uzyskał obywatelstwo. Zmienił nazwisko na Borne (którego używał w fałszywych dokumentach w czasie wojny), a także przeszedł na katolicyzm. Wraz z żoną, z którą związek małżeński zawarł w 1948, prowadził laboratorium farmaceutyczne. Zmarł, kiedy Élisabeth Borne miała 11 lat.

### Wykształcenie i działalność zawodowa
Élisabeth Borne ukończyła École polytechnique oraz École nationale des ponts et chaussées. Od drugiej połowy lat 80. pracowała w administracji publicznej, początkowo od 1987 w resorcie zaopatrzenia, a od 1989 w dyrekcji do spraw zaopatrzenia (DRE) dla regionu Île-de-France. W latach 1991–1993 pełniła funkcję doradcy ministra edukacji. Przez kolejne trzy lata zatrudniona na dyrektorskim stanowisku w jednym z przedsiębiorstw, następnie przez rok w dyrekcji ds. transportu lądowego w ramach ministerstwa zaopatrzenia. Od 1997 do 2002 była doradcą premiera Lionela Jospina, zajmując się m.in. sprawami transportu i urbanistyki. Od 2002 do 2007 wchodziła w skład dyrekcji przewoźnika kolejowego SNCF, gdzie odpowiadała za strategię, sprawy europejskie i zrównoważony rozwój. W latach 2007–2008 zajmowała stanowisko dyrektorskie w koncernie budowlanym Eiffage, następnie przez pięć lat kierowała dyrekcją generalną do spraw obszarów zurbanizowanych w administracji miejskiej Paryża. Od 2013 była prefektem regionu Poitou-Charentes, a od 2014 dyrektorem gabinetu minister Ségolène Royal. W maju 2015 została prezesem Régie autonome des transports parisiens, paryskiego państwowego przedsiębiorstwa transportu publicznego.

### Działalność polityczna
Była członkinią Partii Socjalistycznej, później dołączyła go ugrupowania LREM (w 2022 przemianowanego na Renaissance). W maju 2017 w nowo powołanym gabinecie Édouarda Philippe’a objęła stanowisko ministra do spraw transportu przy ministrze ekologii. Pozostała na tej funkcji również w utworzonym w czerwcu 2017 drugim rządzie tegoż premiera. W lipcu 2019 została w tym samym gabinecie ministrem ekologii (nadal odpowiadając za kwestie transportu). W lipcu 2020 przeszła na funkcję ministra pracy, zatrudnienia i integracji w powołanym wówczas w gabinecie Jeana Castex. Dołączyła do powstałego w tym samym roku ruchu Territoires de progrès, skupiającego lewicowych stronników prezydenta.
16 maja 2022, wkrótce po prezydenckiej reelekcji Emmanuela Macrona, Jean Castex podał swój rząd do dymisji, która została przyjęta. Tego samego dnia Élisabeth Borne została powołana na urząd premiera. 20 maja 2022 ogłoszono nominację dla pozostałych członków gabinetu. W wyborach w czerwcu tegoż roku z ramienia prezydenckiej koalicji uzyskała mandat posłanki do Zgromadzenia Narodowego. Élisabeth Borne pozostała na urzędzie premiera; 4 lipca 2022 dokonano powyborczej rekonstrukcji rządu.
8 stycznia 2024 podała się do dymisji, która została przyjęta przez prezydenta Emmanuela Macrona. Następnego dnia na funkcji premiera zastąpił ją Gabriel Attal. W tym samym roku utrzymała mandat poselski na kolejną kadencję.
W grudniu 2024 objęła urzędy ministra stanu oraz ministra edukacji narodowej, szkolnictwa wyższego i badań naukowych w rządzie François Bayrou.

## Odznaczenia
- Legia Honorowa III klasy (2024)[23]
- Legia Honorowa V klasy (2013)[23][24]
- Order Narodowy Zasługi I klasy (2024)[25]
- Order Narodowy Zasługi IV klasy (2016)[26]
- Order Narodowy Zasługi V klasy (2008)[26][27]
- Order Zasługi Morskiej I klasy (z urzędu, 2022)[28]
- Order Palm Akademickich I klasy (z urzędu, 2024)[29]